# Oqaatsut
Oqaatsut (Oĸaitsut avant 1973, anciennement Rodebay en danois) est un village groenlandais situé dans la municipalité d'Avannaata près d'Ilulissat à l'ouest du Groenland. La population était de 52 habitants en 2009.